# Saison 4 de MacGyver (2016)
 (septembre 2020).
Si vous disposez d'ouvrages ou d'articles de référence ou si vous connaissez des sites web de qualité traitant du thème abordé ici, merci de compléter l'article en donnant les références utiles à sa vérifiabilité et en les liant à la section « Notes et références ».
Chronologie
Saison 3 Saison 5
Cet article présente le guide des treize épisodes de la quatrième saison de la série télévisée américaine MacGyver, reboot de la série du même nom créée en 1985.

## Généralités

### Synopsis
Après l'infiltration de la Fondation Phénix par Mason, ancien agent du FBI devenu terroriste, l'organisation a été démantelée. Un an et demi plus tard, les différents membres de l'équipe vivent des vies bien fades en comparaison de leur précédent métier, bien que Mac et Desi soient finalement en couple. Jusqu'à ce que Russel Taylor, le PDG de Spearhead Operations, une société militaire privée, ne prenne contact avec eux et ne reforme la Fondation pour contrer une organisation terroriste mondiale, composée entre autres d'anciens agents de Phénix, avec un seul but : anéantir le monde libre.

### Diffusion
- Aux États-Unis, la saison a été diffusée du 7 février au 8 mai 2020 sur le réseau CBS.
- Au Canada, la saison a été diffusée en simultanée sur le réseau Global.
- En Belgique, la saison est diffusée sur RTL TVI.
- En France, la saison est diffusée à partir du 26 février 2022 sur M6.

## Distribution

### Acteurs principaux
- Lucas Till (VF : Axel Kiener) : Angus « Mac » MacGyver
- Justin Hires (VF : Jean-Baptiste Anoumon) : Wilt Bozer
- Tristin Mays (VF : Youna Noiret) : Riley Davis
- Meredith Eaton (VF : Déborah Perret) : Matilda « Matty » Webber
- Levy Tran (VF : Diane Dassigny) : Desiree « Desi » Nguyen
- Henry Ian Cusick (VF : Bruno Choël) : Russell « Russ » Taylor

### Acteurs récurrents
- Leonardo Nam (VF : Fabrice Fara) : Aubrey, le compagnon de Riley
- Tate Donovan (VF : Constantin Pappas) : Le Superviseur James MacGyver, le père de Mac
- Jeri Ryan (VF : Malvina Germain) : Gwendolyn Hayes
- James Callis (VF : Sébastien Desjours) : Le Marchand
- Amber Skye Noyes (VF : Christèle Billault) : Scarlett
- Peter Weller : Elliot Mason (épisode 8)

## Épisodes

### Épisode 1:Phoenix mon amour
- États-Unis /  Canada : 7 février 2020 sur CBS / Global
- France : 26 février 2022 sur M6

- Joshua Leonard (Martin Bishop)
- Fernando Martinez (Carver)

### Épisode 2:La Cellule rouge
- États-Unis /  Canada : 14 février 2020 sur CBS / Global
- France : 26 février 2022 sur M6

- Xander Berkeley (Général John Acosta)
- Emmanuelle Vaugier (Major Anne Frost)
- Camille Mana (Hannah)

### Épisode 3:L'Avion fantôme
- États-Unis /  Canada : 21 février 2020 sur CBS / Global
- France : 26 février 2022 sur M6

- Christopher Convery (Asher Reinman)
- Joe Williamson (Ben Reinman)

### Épisode 4:Bombe à retardement
- États-Unis /  Canada : 28 février 2020 sur CBS / Global
- France : 5 mars 2022 sur M6

- Emil Beheshti (Dr Zachary Tutelman)
- Ylfa Edelstein (Helen Beck)

### Épisode 5:Le Marchand
- États-Unis /  Canada : 6 mars 2020 sur CBS / Global
- France : 5 mars 2022 sur M6

- James Callis (Le Marchand)
- Jade Albany Pietrantonio (Gabriella Dispatro)
- Anna Bogomazova (Kristina)
- Alessandro Folchitto (Directeur du casino)

### Épisode 6:De mauvaises choses pour de bonnes raisons
- États-Unis /  Canada : 13 mars 2020 sur CBS / Global
- France : 5 mars 2022 sur M6

- Amanda Schull (Emilia West)
- Maximilian Osinski (Anton)
- Nick Rhys (Victor)
- Matt Medrano (Dr Marcel)

### Épisode 7:Un couple normal
- États-Unis /  Canada : 27 mars 2020 sur CBS / Global
- France : 12 mars 2022 sur M6

- Leonardo Nam (Aubrey)
- Devon Sawa (Donovan James O'Malley)
- Angela Zhou (Jennifer Kwok)
- David Shae (Chad)
- Sal Vulcano (Chef Salvatore)
- Tate Donovan (James MacGyver)

### Épisode 8:Le Fichier 47
- États-Unis /  Canada : 3 avril 2020 sur CBS / Global
- France : 12 mars 2022 sur M6

- Tate Donovan (James MacGyver)
- Peter Weller (Eliot Mason)
- Jeri Ryan (Gwendolyn Hayes)
- Keith David (Directeur Burke)
- Amber Skye Noyes (Scarlet)

### Épisode 9:Code Nemesis
- États-Unis /  Canada : 10 avril 2020 sur CBS / Global
- France : 12 mars 2022 sur M6

- Holly Deveaux (Peyton)
- Sea Shimooka (Kai)
- Ramon De Ocampo (Ingénieur Phil Lasky)
- Delaney Williams (Superviseur Leonard Hawkes)

### Épisode 10:Le Rêve de Mac
- États-Unis /  Canada : 17 avril 2020 sur CBS / Global
- France : 19 mars 2022 sur M6

- John Ales (Nikola Tesla)
- Mark Boyd (Alexander Graham Bell)
- Tom Thon (Thomas Edison)
- Amber Skye Noyes (Scarlet)
- Marsha Thomason (Dr Cheryl Werner)
- Ramon De Ocampo (Ingénieur Phil Lasky)
- Cuyle Carvin (Agent Charles)
- Scottie Thompson (Ellen MacGyver)

### Épisode 11:Décor naturel
- États-Unis /  Canada : 24 avril 2020 sur CBS / Global
- France : 19 mars 2022 sur M6

- James Callis (Le Marchand)
- Amber Skye Noyes (Scarlett)

### Épisode 12:Loyauté
- États-Unis /  Canada : 1er mai 2020 sur CBS / Global
- France : 19 mars 2022 sur M6

- Sean Blakemore (Conseiller Danny Linson)
- Jeri Ryan (Gwendolyn Hayes)
- Amber Skye Noyes (Scarlett)
- Zach McGowan (Ramon)
- Mary Elizabeth Kirkpatrick (Ella)
- John-Paul Steele (Opérateur de drone)

### Épisode 13:Sauvez le monde
- États-Unis /  Canada : 8 mai 2020 sur CBS / Global
- France : 26 mars 2022 sur M6

- Jeri Ryan (Gwendolyn Hayes)
- Tobin Bell (Leland)
- Amber Skye Noyes (Scarlet)
- Zach McGowan (Ramon)
- Mary Elizabeth Kirkpatrick (Ella)
- Anne Cook (Sénatrice Burnett)
- Scottie Thompson (Ellen MacGyver)